# Myyrmäen jalkapallostadion
Myyrmäen jalkapallostadion – stadion piłkarski w Vantaa, w Finlandii. Został otwarty w 2000 roku. Może pomieścić 4700 widzów. Swoje spotkania rozgrywają na nim piłkarze klubów AC Vantaa i VJS oraz piłkarki zespołu PK-35 Vantaa.

## Historia
Stadion został otwarty w 2000 roku. W latach 2001–2002 wybudowano drugą trybunę wzdłuż boiska, naprzeciwległą do piętrowej trybuny głównej. W przeszłości swoje spotkania na stadionie rozgrywali piłkarze klubów AC Allianssi (2002–2005; w roku 2004 klub ten został wicemistrzem kraju, a w latach 2004 i 2005 zdobywał Puchar Ligi) i PK-35 Vantaa (2009–2016), obecnie grają na nim piłkarki żeńskiej sekcji zespołu PK-35 Vantaa (wielokrotne mistrzynie kraju) oraz piłkarze klubów AC Vantaa i VJS. Dawniej obiekt nosił nazwy Pohjola Stadion oraz ISS Stadion.
Na obiekcie dwukrotnie rozegrano mecz finałowy Pucharu Ligi (2 maja 2004 roku: AC Allianssi – FC Lahti 2:2, k. 5:3 i 15 kwietnia 2009 roku: Tampere United – HJK Helsinki 2:0), odbywały się na nim także spotkania w europejskich pucharach. Jeden raz towarzysko zagrała na nim również reprezentacja Finlandii, pokonując 30 kwietnia 2003 roku Islandię 3:0. W 2001 roku odbyły się na nim też dwa spotkania fazy grupowej piłkarskich mistrzostw Europy U-18, a w 2018 roku na stadionie rozegrano wszystkie mecze mistrzostw Europy w futbolu amerykańskim.